# Lindy Etzensperger
Lindy Etzensperger (9 novembre 1998) è un'ex sciatrice alpina svizzera.

## Biografia
Lindy Etzensperger, attiva dal novembre del 2014, ha esordito in Coppa Europa il 24 gennaio 2017 a Davos in discesa libera (35ª) e ai Mondiali juniores di Val di Fassa 2019 ha vinto la medaglia di bronzo nel supergigante; ha ottenuto l'unica vittoria, nonché primo podio, in Coppa Europa il 31 gennaio 2019 a Tignes in slalom gigante. Ha debuttato in Coppa del Mondo l'8 marzo seguente a Špindlerův Mlýn nella medesima specialità classificandosi 27ª; tale piazzamento sarebbe rimasto il migliore della Etzensperger nel massimo circuito, nel quale ha disputato soltanto un'altra gara in carriera: lo slalom gigante di Sölden del 26 ottobre dello stesso anno, che non ha completato. In Coppa Europa ha ottenuto il suo secondo e ultimo podio il 5 dicembre 2019 a Kvitfjell in supergigante (3ª) e ha preso per l'ultima volta il via il 2 dicembre 2024 a Zinal in slalom gigante, senza completare la prova; si è ritirata durante quella stessa stagione 2024-2025 e la sua ultima gara in carriera è stata lo slalom gigante di Far East Cup disputato l'11 dicembre a Wanlong, chiuso dalla Etzensperger al 3º posto. Non ha preso parte a rassegne olimpiche o iridate.

## Palmarès

### Mondiali juniores
- 1 medaglia:
  - 1 bronzo (supergigante a Val di Fassa 2019)

### Coppa del Mondo
- Miglior piazzamento in classifica generale: 131ª nel 2019

### Coppa Europa
- Miglior piazzamento in classifica generale: 16ª nel 2019
- 2 podi:
  - 1 vittoria
  - 1 terzo posto

#### Coppa Europa - vittorie
| Data            | Località | Paese   | Specialità |
| --------------- | -------- | ------- | ---------- |
| 31 gennaio 2019 | Tignes   | Francia | GS         |

Legenda:

GS = slalom gigante

### South American Cup
- Miglior piazzamento in classifica generale: 12ª nel 2025
- 3 podi:
  - 2 vittorie
  - 1 terzo posto

#### South American Cup - vittorie
| Data              | Località             | Paese     | Specialità |
| ----------------- | -------------------- | --------- | ---------- |
| 18 settembre 2019 | Ushuaia Cerro Castor | Argentina | GS         |
| 5 agosto 2024     | Chapelco             | Argentina | GS         |

Legenda:

GS = slalom gigante

### Far East Cup
- Miglior piazzamento in classifica generale: 24ª nel 2025
- 2 podi:
  - 1 secondo posto
  - 1 terzo posto

### Campionati svizzeri
- 1 medaglia:
  - 1 bronzo (supergigante nel 2018)